# Luis Amaranto Perea
Luis Amaranto Perea és un exfutbolista professional colombià. Va nàixer el 30 de gener de 1979 a Turbo (Colòmbia). El seu darrer club va ser el Cruz Azul Fútbol Club.
És l'estranger que ha vestit més vegades la samarreta de l'Atletico de Madrid i va arribar a ser-ne el 3r capità.
El 27 d'agost de 2009 jugà com a titular el partit de la Supercopa d'Europa 2010 en què l'Atlético de Madrid es va enfrontar a l'Inter de Milà, i va guanyar el títol, per 2 a zero.

## Palmarès

### Atlético de Madrid
- Lliga Europa de la UEFA (2009-10)
- Supercopa d'Europa de futbol (2010)[1]